# Curimata roseni
Curimata roseni är en fiskart som beskrevs av Vari, 1989. Curimata roseni ingår i släktet Curimata och familjen Curimatidae. Inga underarter finns listade i Catalogue of Life.